# Semicontinuità
In analisi matematica, la semicontinuità di una funzione reale è una proprietà più debole della continuità. Intuitivamente, se una funzione continua in un punto è localmente limitata, una funzione semicontinua inferiormente (o superiormente) in un punto sarà localmente solo limitata inferiormente (o superiormente).
La definizione di semicontinuità, come quella di continuità, si può porre anche in uno spazio astratto come uno spazio topologico.

## Definizione

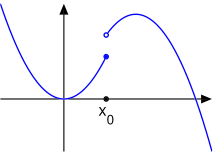
Funzione semicontinua inferiormente. Essa non è semicontinua superiormente poiché il suo massimo limite in è uguale al limite destro

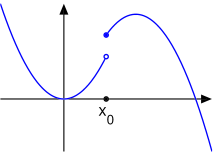
Funzione semicontinua superiormente

Una funzione {\displaystyle f:X\to \mathbb {R} } definita in uno spazio topologico si dice semicontinua inferiormente (s.c.i.) in {\displaystyle x_{0}} se per ogni {\displaystyle \varepsilon >0} esiste un intorno {\displaystyle U(x_{0})} tale che:
{\displaystyle f(x)>f(x_{0})-\varepsilon \ }
per ogni {\displaystyle x} in {\displaystyle U(x_{0})}. Equivalentemente, {\displaystyle f} si dice semicontinua inferiormente in {\displaystyle x_{0}} se:
{\displaystyle \liminf _{x\to x_{0}}f(x)\geq f(x_{0})}
dove  {\displaystyle \liminf } è il limite inferiore di {\displaystyle f} in {\displaystyle x_{0}}. Una funzione semicontinua inferiormente ha dunque tutte le immagini definitamente sopra o vicino al valore {\displaystyle f(x_{0})}.
Una funzione {\displaystyle f:X\to \mathbb {R} } si dice semicontinua superiormente in {\displaystyle x_{0}} (s.c.s.) se per ogni {\displaystyle \varepsilon >0} esiste un intorno {\displaystyle U(x_{0})} tale che:
{\displaystyle f(x)<f(x_{0})+\varepsilon \ }
per ogni {\displaystyle x} in {\displaystyle U(x_{0})}. Equivalentemente, {\displaystyle f} si dice semicontinua superiormente in {\displaystyle x_{0}} se:
{\displaystyle \limsup _{x\to x_{0}}f(x)\leq f(x_{0})}
dove {\displaystyle \limsup } è il limite superiore di {\displaystyle f} in {\displaystyle x_{0}}. Una funzione semicontinua superiormente ha dunque tutte le immagini definitamente sotto o vicino al valore {\displaystyle f(x_{0})}.

## Esempi
- La funzione parte intera, {\displaystyle f(x)=\lfloor x\rfloor } è semicontinua superiormente.
- La funzione parte intera superiore {\displaystyle f(x)=\lceil x\rceil } è semicontinua inferiormente.
- La funzione di Dirichlet {\displaystyle f(x)=\left\{{\begin{matrix}1&x\in \mathbb {Q} \\0&x\in \mathbb {R} \setminus \mathbb {Q} \end{matrix}}\right.} è semicontinua inferiormente in ogni punto irrazionale e semicontinua superiormente in ogni punto razionale.
- La funzione indicatrice di un insieme aperto è semicontinua inferiormente; quella di un insieme chiuso è semicontinua superiormente

## Proprietà
- Una funzione è continua se e solo se è sia semicontinua inferiormente sia semicontinua superiormente.

- Una funzione semicontinua inferiormente in un insieme compatto ammette minimo. Analogamente, una funzione semicontinua superiormente in un insieme compatto ammette massimo.

- Se {\displaystyle f} e {\displaystyle g} sono semicontinue superiormente allora lo è anche {\displaystyle f+g}, e se entrambe sono non negative anche {\displaystyle fg}. Inoltre, se {\displaystyle f} è semicontinua superiormente, allora {\displaystyle kf} (con {\displaystyle k} < 0) è semicontinua inferiormente.

- Una funzione è semicontinua inferiormente se e solo se esiste una successione di funzioni gradino {\displaystyle (g_{n})_{n\in \mathbb {N} }} tale che:
  - {\displaystyle g_{n}} è semicontinua inferiormente per ogni {\displaystyle n};
  - {\displaystyle g_{n}(x)\leq g_{n+1}(x)} per ogni {\displaystyle n} e {\displaystyle x};
  - {\displaystyle \lim _{n\to \infty }g_{n}(x)=f(x)}, cioè {\displaystyle g_{n}} converge puntualmente a {\displaystyle f}.

- Se {\displaystyle (f_{i})_{i\in I}} è una successione di funzioni semicontinue inferiormente, allora la funzione definita come {\displaystyle f(x)=\sup _{i\in I}f_{i}(x)} è semicontinua inferiormente.

- L'inviluppo inferiore {\displaystyle f_{*}} di una qualsiasi funzione è semicontinuo superiormente; si ha che {\displaystyle f} è semicontinua superiormente se e solo se {\displaystyle f=f_{*}}.